# Скорость света
Ско́рость све́та в вакууме — абсолютная величина скорости распространения электромагнитных волн, в точности равная 299 792 458 м/с (или приблизительно 3×108 м/с). В физике традиционно обозначается латинской буквой «{\displaystyle c}» (произносится как «цэ»), от лат. celeritas (скорость).
Скорость света в вакууме — фундаментальная постоянная, не зависящая от выбора инерциальной системы отсчёта (ИСО). Она относится к фундаментальным физическим постоянным, которые характеризуют не просто отдельные тела или поля, а свойства пространства-времени в целом. Из постулата причинности (любое событие может оказывать влияние только на события, происходящие позже него, и не может оказывать влияние на события, произошедшие раньше него) и постулата специальной теории относительности о независимости скорости света в вакууме от выбора инерциальной системы отсчёта (скорость света в вакууме одинакова во всех системах координат, движущихся прямолинейно и равномерно друг относительно друга) следует, что скорость любого сигнала и элементарной частицы не может превышать скорость света. Таким образом, скорость света в вакууме — предельная скорость движения частиц и распространения взаимодействий.

## В вакууме

Время распространения светового луча в масштабной модели Земля-Луна. Для преодоления расстояния от поверхности Земли до поверхности Луны свету требуется 1,255 с

Наиболее точное измерение скорости света 299 792 458 ± 1,2 м/с на основе эталонного метра было проведено в 1975 году.
На данный момент считают, что скорость света в вакууме — фундаментальная физическая постоянная, по определению, точно равная 299 792 458 м/с, или 1 079 252 848,8 км/ч. Точность значения связана с тем, что с 1983 года метр в Международной системе единиц (СИ) определён как расстояние, которое проходит свет в вакууме за промежуток времени, равный 1 / 299 792 458 секунды.
В планковской системе единиц скорость света в вакууме равна 1. Можно сказать, что свет проходит 1 планковскую длину за планковское время, но в планковской системе единиц скорость света {\displaystyle c} является основной единицей, а единицы времени и расстояния — производными (в отличие от СИ, где основными являются метр и секунда).
В природе со скоростью света распространяются (в вакууме):
- собственно видимый свет, а также другие виды электромагнитного излучения (радиоволны, рентгеновские лучи, гамма-кванты и др.). Законы Максвелла предсказывают распространение электромагнитных волн в пустоте со скоростью {\displaystyle c=1/{\sqrt {\epsilon _{0}\mu _{0}}}}, где {\displaystyle \epsilon _{0}} и {\displaystyle \mu _{0}} — электрическая и магнитная постоянные;
- предположительно — гравитационные волны (экспериментально подтверждено с точностью от −3×10−15 до +0,7×10−15, то есть совместимо с нулём в пределах погрешности[12]).

Массивные частицы могут иметь скорость, приближающуюся почти вплотную к скорости света, но всё же не достигающую её точно. Например, околосветовую скорость, лишь на 3 м/с меньше скорости света, имеют массивные частицы (протоны), полученные на ускорителе (Большой адронный коллайдер) или входящие в состав космических лучей.
В современной физике считается хорошо обоснованным утверждение, что причинное воздействие не может переноситься со скоростью, большей скорости света в вакууме (в том числе посредством переноса такого воздействия каким-либо физическим телом). Существует, однако, проблема «запутанных состояний» частиц, которые, судя по всему, «узнают» о состоянии друг друга мгновенно. Однако и в этом случае сверхсветовой передачи информации не происходит, поскольку для передачи информации таким способом необходимо привлечь дополнительный классический канал передачи со скоростью света.
Хотя в принципе движение каких-то объектов со скоростью, большей скорости света в вакууме, вполне возможно, однако это могут быть, с современной точки зрения, только такие объекты, которые не могут быть использованы для переноса информации с их движением (например, солнечный зайчик в принципе может двигаться по стене со скоростью, большей скорости света, но никак не может быть использован для передачи информации с такой скоростью от одной точки стены к другой).

## В прозрачной среде
Скорость света в прозрачной среде — скорость, с которой свет распространяется в среде, отличной от вакуума. В среде, обладающей дисперсией, различают фазовую и групповую скорость.
Фазовая скорость связывает частоту и длину волны монохроматического света в среде {\displaystyle \lambda ={\frac {c}{\nu }}}. 

Эта скорость обычно (но не обязательно) меньше {\displaystyle c}. Отношение скорости света в вакууме к фазовой скорости света в среде называется показателем преломления среды. Если угловая частота {\displaystyle \omega } волны в среде зависит от волнового числа {\displaystyle k} нелинейным образом, то групповая скорость равняется первой производной {\displaystyle {\frac {\partial \omega }{\partial k}}}, в отличие от фазовой скорости {\displaystyle {\frac {\omega }{k}}}.
Групповая скорость света определяется как скорость распространения биений между двумя волнами с близкой частотой и в равновесной среде всегда меньше {\displaystyle c}. Однако в неравновесных средах, например, сильно поглощающих, она может превышать {\displaystyle c}. При этом, однако, передний фронт импульса всё равно движется со скоростью, не превышающей скорости света в вакууме. В результате сверхсветовая передача информации остаётся невозможной.
Арман Ипполит Луи Физо на опыте доказал, что движение среды относительно светового луча также способно влиять на скорость распространения света в этой среде.

## Вывод скорости света из уравнений Максвелла
Уравнения Максвелла в дифференциальной форме:
{\displaystyle \operatorname {rot} \mathbf {E} =-{\frac {\partial \mathbf {B} }{\partial t}}}
{\displaystyle \operatorname {rot} \mathbf {H} =\mathbf {j} +{\frac {\partial \mathbf {D} }{\partial t}}}
{\displaystyle \operatorname {div} \mathbf {B} =0}
{\displaystyle \operatorname {div} \mathbf {D} =\rho }
{\displaystyle \mathbf {B} =\mu \mu _{0}\mathbf {H} }
{\displaystyle \mathbf {D} =\varepsilon \varepsilon _{0}\mathbf {E} }
{\displaystyle \mathbf {E} } - вектор напряженности электрического поля
{\displaystyle \mathbf {H} } - вектор напряженности магнитного поля
{\displaystyle \mathbf {B} } - вектор магнитной индукции
{\displaystyle \mathbf {D} } - вектор электрической индукции
{\displaystyle \mu } - магнитная проницаемость
{\displaystyle \mu _{0}} - магнитная постоянная
{\displaystyle \varepsilon } - электрическая проницаемость
{\displaystyle \varepsilon _{0}} - электрическая постоянная
{\displaystyle \mathbf {j} } - плотность тока
{\displaystyle \rho } - плотность заряда
{\displaystyle \operatorname {rot} } - ротор, дифференциальный оператор, {\displaystyle \operatorname {rot} \mathbf {E} =\mathbf {\nabla } \times \mathbf {E} ={\begin{vmatrix}\mathbf {i} &\mathbf {j} &\mathbf {k} \\{\frac {\partial }{\partial x}}&{\frac {\partial }{\partial y}}&{\frac {\partial }{\partial z}}\\E_{x}&E_{y}&E_{z}\end{vmatrix}}=\left({\frac {\partial E_{z}}{\partial y}}-{\frac {\partial E_{y}}{\partial z}}\right)\mathbf {i} +\left({\frac {\partial E_{x}}{\partial z}}-{\frac {\partial E_{z}}{\partial x}}\right)\mathbf {j} +\left({\frac {\partial E_{y}}{\partial x}}-{\frac {\partial E_{x}}{\partial y}}\right)\mathbf {k} }
{\displaystyle \operatorname {div} } - дивергенция, дифференциальный оператор, {\displaystyle \operatorname {div} \mathbf {E} =\nabla \cdot \mathbf {E} ={\frac {\partial E_{x}}{\partial x}}+{\frac {\partial E_{y}}{\partial y}}+{\frac {\partial E_{z}}{\partial z}}}
{\displaystyle \Delta } - оператор Лапласа, {\displaystyle \Delta ={\frac {\partial ^{2}}{\partial x^{2}}}+{\frac {\partial ^{2}}{\partial y^{2}}}+{\frac {\partial ^{2}}{\partial z^{2}}}}, {\displaystyle \Delta \mathbf {E} =\Delta E_{x}\mathbf {i} +\Delta E_{y}\mathbf {j} +\Delta E_{z}\mathbf {k} }
Для электромагнитной волны {\displaystyle \mathbf {j} =0}, {\displaystyle \rho =0} , поэтому:
{\displaystyle \operatorname {rot} \mathbf {H} ={\frac {\partial \mathbf {D} }{\partial t}}}
{\displaystyle \operatorname {div} \mathbf {D} =\varepsilon \varepsilon _{0}\operatorname {div} \mathbf {E} =0}
Согласно свойству ротора векторного поля {\displaystyle \operatorname {rot} \operatorname {rot} \mathbf {E} =\mathbf {\operatorname {grad} } (\operatorname {div} \mathbf {E} )-\Delta E}. Подставив сюда {\displaystyle \operatorname {rot} \mathbf {E} =-{\frac {\partial \mathbf {B} }{\partial t}}} и {\displaystyle \operatorname {div} \mathbf {E} =0} , получим:
{\displaystyle \operatorname {rot} \left(-{\frac {\partial \mathbf {B} }{\partial t}}\right)=-\Delta \mathbf {E} }
{\displaystyle \Delta \mathbf {E} =\operatorname {rot} {\frac {\partial \mathbf {B} }{\partial t}}}
{\displaystyle \Delta \mathbf {E} ={\frac {\partial }{\partial t}}\operatorname {rot} \mathbf {B} }
{\displaystyle \Delta \mathbf {E} =\mu \mu _{0}{\frac {\partial }{\partial t}}\operatorname {rot} \mathbf {H} }  подставляем сюда из уравнений Максвелла {\displaystyle \operatorname {rot} \mathbf {H} ={\frac {\partial \mathbf {D} }{\partial t}}} , получаем:
{\displaystyle \Delta \mathbf {E} =\mu \mu _{0}{\frac {\partial }{\partial t}}\left({\frac {\partial \mathbf {D} }{\partial t}}\right)}
{\displaystyle \Delta \mathbf {E} =\mu \mu _{0}{\partial ^{2}\mathbf {D}  \over \partial t^{2}}}
{\displaystyle \Delta \mathbf {E} =\mu \mu _{0}\varepsilon \varepsilon _{0}{\partial ^{2}\mathbf {E}  \over \partial t^{2}}}  (1)
Уравнение волны:
{\displaystyle \square \mathbf {E} =0}, где {\displaystyle \square } - оператор Д’Аламбера, {\displaystyle \square =\Delta -{\frac {1}{v^{2}}}{\frac {\partial ^{2}}{\partial t^{2}}}}
{\displaystyle \Delta \mathbf {E} -{\frac {1}{c^{2}}}{\frac {\partial ^{2}\mathbf {E} }{\partial t^{2}}}=0}
{\displaystyle \Delta \mathbf {E} ={\frac {1}{c^{2}}}{\frac {\partial ^{2}\mathbf {E} }{\partial t^{2}}}} (2)
Подставляем (1) в (2), находим скорость:
{\displaystyle c=1/{\sqrt {\mu \mu _{0}\epsilon \epsilon _{0}}}}
{\displaystyle \epsilon _{0}=8{,}854\;187\;812\times 10^{-12}} с{\displaystyle ^{4}}A{\displaystyle ^{2}}/м{\displaystyle ^{3}}кг
{\displaystyle \mu _{0}=1{,}256\;637\;062\times 10^{-6}} кг м/с{\displaystyle ^{2}}А{\displaystyle ^{2}}
В вакууме {\displaystyle \mu =1}, {\displaystyle \varepsilon =1}
{\displaystyle c=299\;792\;458} м/с

## Фундаментальная роль в физике

Лоренц-фактор как функция скорости. Он растет от 1 (для нулевой скорости) до бесконечности (с приближением к)

Скорость, с которой световые волны распространяются в вакууме, не зависит ни от движения источника волн, ни от системы отсчёта наблюдателя. Эйнштейн постулировал такую инвариантность скорости света в 1905 году. Он пришёл к этому выводу на основании теории электромагнетизма Максвелла и доказательства отсутствия светоносного эфира.
Инвариантность скорости света неизменно подтверждается множеством экспериментов. Существует возможность проверить экспериментально лишь то, что скорость света в «двустороннем» эксперименте (например, от источника к зеркалу и обратно) не зависит от системы отсчёта, поскольку невозможно измерить скорость света в одну сторону (например, от источника к удалённому приёмнику) без дополнительных договоренностей относительно того, как синхронизировать часы источника и приёмника. Однако, если применить для этого синхронизацию Эйнштейна, односторонняя скорость света становится равной двусторонней по определению.
Специальная теория относительности исследует последствия инвариантности {\displaystyle c} в предположении, что законы физики одинаковы во всех инерциальных системах отсчёта. Одним из последствий является то, что {\displaystyle c} — это та скорость, с которой должны двигаться в вакууме все безмассовые частицы и волны (в частности, и свет).
Специальная теория относительности имеет много экспериментально проверенных последствий, которые противоречат интуиции. 

Такие последствия включают: 

 - эквивалентность массы и энергии {\displaystyle (E_{0}=mc^{2})}, 

 - сокращение длины (сокращение объектов во время движения)

 -замедление времени (движущиеся часы идут медленнее). 

Коэффициент {\displaystyle \gamma }, показывающий, во сколько раз сокращается длина и замедляется время, известен как фактор Лоренца (Лоренц-фактор)
{\displaystyle \gamma ={\frac {1}{\sqrt {1-{\frac {v^{2}}{c^{2}}}}}},}
где {\displaystyle v} — скорость объекта. Для скоростей гораздо меньших, чем {\displaystyle c} (например, для скоростей, с которыми мы имеем дело в быту) разница между {\displaystyle \gamma } и 1 настолько мала, что ею можно пренебречь. В этом случае специальная теория относительности хорошо аппроксимируется относительностью Галилея. Но на релятивистских скоростях разница увеличивается и стремится к бесконечности при приближении {\displaystyle v} к {\displaystyle c}.
Объединение результатов специальной теории относительности требует выполнения двух условий: (1) пространство и время являются единой структурой, известной как пространство-время (где {\displaystyle c} связывает единицы измерения пространства и времени), и (2) физические законы удовлетворяют требованиям особой симметрии, которая называется инвариантность Лоренца (Лоренц-инвариантность), формула которой содержит параметр {\displaystyle c}. Инвариантность Лоренца встречается повсеместно в современных физических теориях, таких как квантовая электродинамика, квантовая хромодинамика, стандартная модель физики элементарных частиц и общая теория относительности. Таким образом, параметр {\displaystyle c} встречается повсюду в современной физике и появляется во многих смыслах, которые не имеют отношения собственно к свету. Например, общая теория относительности предполагает, что гравитация и гравитационные волны распространяются со скоростью {\displaystyle c}. В неинерциальных системах отсчёта (в гравитационно искривлённом пространстве или в системах отсчёта, движущихся с ускорением), локальная скорость света также является постоянной и равна {\displaystyle c}, однако скорость света вдоль траектории конечной длины может отличаться от {\displaystyle c} в зависимости от того, как определено пространство и время.
Считается, что фундаментальные константы, такие как {\displaystyle c}, имеют одинаковое значение во всём пространстве-времени, то есть они не зависят от места и не меняются со временем. Однако некоторые теории предполагают, что скорость света может изменяться со временем. Пока нет убедительных доказательств таких изменений, но они остаются предметом исследований.
Кроме того, считается, что скорость света изотропна, то есть не зависит от направления его распространения. Наблюдения за излучением ядерных энергетических переходов как функции от ориентации ядер в магнитном поле (эксперимент Гугса — Древера), а также вращающихся оптических резонаторов (эксперимент Майкельсона — Морли и его новые вариации), наложили жёсткие ограничения на возможность двусторонней анизотропии.
В ряде естественных систем единиц скорость света является единицей измерения скорости. В планковской системе единиц, также относящейся к естественным системам, она служит в качестве единицы скорости и является одной из основных единиц системы.

### Верхний предел скорости
Согласно специальной теории относительности, энергия объекта с массой покоя {\displaystyle m} и скоростью {\displaystyle v} равна {\displaystyle \gamma mc^{2}}, где {\displaystyle \gamma } — определённый выше фактор Лоренца. Когда {\displaystyle v} равна нулю, {\displaystyle \gamma } равен единице, что приводит к известной формуле эквивалентности массы и энергии {\displaystyle E=mc^{2}}. Поскольку фактор {\displaystyle \gamma } приближается к бесконечности с приближением {\displaystyle v} к {\displaystyle c}, ускорение массивного объекта до скорости света потребует бесконечной энергии. Скорость света — это верхний предел скорости для объектов с ненулевой массой покоя. Это экспериментально установлено во многих тестах релятивистской энергии и импульса.

Относительность одновременности возникающая при преобразованиях Лоренца. Три цветные системы отсчета связаны с тремя разными наблюдателями, движущимися относительно оси x. По отношению к зелёному наблюдателю красный движется со скоростью +0,28c, а синий с −0,52c. Пусть в ситеме отсчета зелёного наблюдателя событие «B» произошло одновременно с событием «A», тогда для синего событие «B» произойдет раньше, чем «A», а для красного наоборот — «A» раньше, чем «B».

Вообще информация или энергия не могут передаваться в пространстве быстрее, чем со скоростью света. Один из аргументов в пользу этого следует из контринтуитивного заключения специальной теории относительности, известного как относительность одновременности. Если пространственное расстояние между двумя событиями А и В больше, чем промежуток времени между ними, умноженный на {\displaystyle c}, то существуют такие системы отсчёта, в которых А предшествует B, и другие, в которых B предшествует А, а также такие, в которых события А и B одновременны. В результате, если объект двигался бы быстрее скорости света относительно некоторой инерциальной системы отсчёта, то в другой системе отсчёта он бы путешествовал назад во времени, и принцип причинности был бы нарушен. В такой системе отсчёта «следствие» можно было бы наблюдать раньше его «первопричины». Такое нарушение причинности никогда не наблюдалось. Оно также может приводить к парадоксам, таким как тахионный антителефон.

## История измерений скорости света
Античные учёные, за редким исключением, считали скорость света бесконечной. В Новое время этот вопрос стал предметом дискуссий. Галилей и Гук допускали, что она конечна, хотя и очень велика, в то время как Кеплер, Декарт и Ферма по-прежнему отстаивали бесконечность скорости света.

Наблюдения при измерении скорости света при затмениях Ио Юпитером

Первую оценку скорости света произвёл Олаф Рёмер (1676). Он заметил, что, когда Земля на своей орбите находится дальше от Юпитера, затмения Юпитером спутника Юпитера Ио запаздывают по сравнению с расчётами на 22 минуты. Отсюда он получил значение для скорости света около 220 000 км/с — неточное значение, но близкое к истинному. В 1676 году он сделал сообщение в Парижской Академии, но не опубликовал свои результаты в виде формальной научной работы. Поэтому научное сообщество приняло идею о конечной скорости света только полвека спустя, когда в 1728 году открытие аберрации позволило Дж. Брэдли подтвердить конечность скорости света и уточнить её оценку. Полученное Брэдли значение составило 308 000 км/с.

Схема опыта Физо по определению скорости света.
1 — Источник света.
2 — Светоделительное полупрозрачное зеркало.
3 — Зубчатое колесо-прерыватель светового пучка.
4 — Удалённое зеркало.
5 — Телескопическая труба.

Впервые измерения скорости света, основанные на определении времени прохождения светом точно измеренного расстояния в земных условиях, выполнил в 1849 году А. И. Л. Физо. В своих экспериментах Физо использовал разработанный им «метод прерываний», при этом расстояние, преодолеваемое светом в опытах Физо, составляло 8,63 км. Полученное в результате выполненных измерений значение оказалось равным 313 300 км/с.
В дальнейшем метод прерываний значительно усовершенствовали и его использовали для измерений М. А. Корню (1876 г.), А. Ж. Перротен (1902 г.) и Э. Бергштранд. Измерения, выполненные Э. Бергштрандом в 1950 году, дали для скорости света значение 299 793,1 км/с, при этом точность измерений была доведена до 0,25 км/с.
Другой лабораторный метод («метод вращающегося зеркала»), идея которого была высказана в 1838 году Ф. Араго, в 1862 году осуществил Леон Фуко. Измеряя малые промежутки времени с помощью вращающегося с большой скоростью (512 об/с) зеркала, он получил для скорости света значение 298 000 км/с с погрешностью 500 км/с. Длина базы в экспериментах Фуко была сравнительно небольшой — двадцать метров. В последующем за счёт совершенствования техники эксперимента, увеличения используемой базы и более точного определения её длины точность измерений с помощью метода вращающегося зеркала была существенно повышена. Так, С. Ньюком в 1891 году получил значение 299 810 км/с с погрешностью 50 км/с, а А. А. Майкельсону в 1926 году удалось понизить погрешность до 4 км/с и получить для скорости величину 299 796 км/с. В своих экспериментах Майкельсон использовал базу, равную 35 373,21 м.
Дальнейший прогресс был связан с появлением мазеров и лазеров, которые отличаются очень высокой стабильностью частоты излучения, что позволило определять скорость света одновременным измерением длины волны и частоты их излучения. В начале 1970-х годов погрешность измерений скорости света приблизилась к 1 м/с. После проверки и согласования результатов, полученных в различных лабораториях, XV Генеральная конференция по мерам и весам в 1975 году рекомендовала использовать в качестве значения скорости света в вакууме величину, равную 299 792 458 м/с, с относительной погрешностью (неопределённостью) 4⋅10-9, что соответствует абсолютной погрешности 1,2 м/с.
Существенно, что дальнейшее повышение точности измерений стало невозможным в силу обстоятельств принципиального характера: ограничивающим фактором стала величина неопределённости реализации определения метра, действовавшего в то время. Проще говоря, основной вклад в погрешность измерений скорости света вносила погрешность «изготовления» эталона метра, относительное значение которой составляло 4⋅10-9. Исходя из этого, а также учитывая другие соображения, XVII Генеральная конференция по мерам и весам в 1983 году приняла новое определение метра, положив в его основу рекомендованное ранее значение скорости света и определив метр как расстояние, которое проходит свет в вакууме за промежуток времени, равный 1 / 299 792 458 секунды.

## Сверхсветовое движение
Из специальной теории относительности следует, что превышение скорости света физическими частицами (массивными или безмассовыми) нарушило бы принцип причинности — в некоторых инерциальных системах отсчёта оказалась бы возможной передача сигналов из будущего в прошлое. Однако теория не исключает для гипотетических частиц, не взаимодействующих с обычными частицами, движение в пространстве-времени со сверхсветовой скоростью.
Гипотетические частицы, движущиеся со сверхсветовой скоростью, называются тахионами. Математически движение тахионов описывается преобразованиями Лоренца как движение частиц с мнимой массой. Чем выше скорость этих частиц, тем меньше энергии они несут, и наоборот, чем ближе их скорость к скорости света, тем больше их энергия — так же, как и энергия обычных частиц, энергия тахионов стремится к бесконечности при приближении к скорости света. Это самое очевидное следствие преобразования Лоренца, не позволяющее массивной частице (как с вещественной, так и с мнимой массой) достичь скорости света — сообщить частице бесконечное количество энергии просто невозможно.
Следует понимать, что, во-первых, тахионы — это класс частиц, а не один вид частиц, и во-вторых, тахионы не нарушают принцип причинности, если они никак не взаимодействуют с обычными частицами.
Обычные частицы, движущиеся медленнее света, называются тардионами. Тардионы не могут достичь скорости света, а только лишь сколь угодно близко подойти к ней, так как при этом их энергия становится неограниченно большой. Все тардионы обладают массой, в отличие от безмассовых частиц, называемых люксонами. Люксоны в вакууме всегда движутся со скоростью света, к ним относятся фотоны, глюоны и гипотетические гравитоны.
C 2006 года показано, что в так называемом эффекте квантовой телепортации кажущееся взаимовлияние частиц распространяется быстрее скорости света. Например, в 2008 г. исследовательская группа доктора Николаса Гизена (Nicolas Gisin) из университета Женевы, исследуя разнесённые на 18 км в пространстве запутанные фотонные состояния, показала, что это кажущееся «взаимодействие между частицами осуществляется со скоростью, примерно в сто тысяч раз большей скорости света». Ранее также обсуждался так называемый «парадокс Хартмана» — кажущаяся сверхсветовая скорость при туннельном эффекте. Анализ этих и подобных результатов показывает, что они не могут быть использованы для сверхсветовой передачи какого-либо несущего информацию сообщения или для перемещения вещества.
В результате обработки данных эксперимента OPERA, набранных с 2008 по 2011 год в лаборатории Гран-Сассо совместно с ЦЕРН, было зафиксировано статистически значимое указание на превышение скорости света мюонными нейтрино. Сообщение об этом сопровождалось публикацией в архиве препринтов. Полученные результаты специалисты подвергли сомнению, поскольку они не согласуются не только с теорией относительности, но и с другими экспериментами с нейтрино. В марте 2012 года в том же тоннеле были проведены независимые измерения, и сверхсветовых скоростей нейтрино они не обнаружили. В мае 2012 года OPERA провела ряд контрольных экспериментов и пришла к окончательному выводу, что причиной ошибочного предположения о сверхсветовой скорости стал технический дефект (плохо вставленный разъём оптического кабеля).